# Pasztet

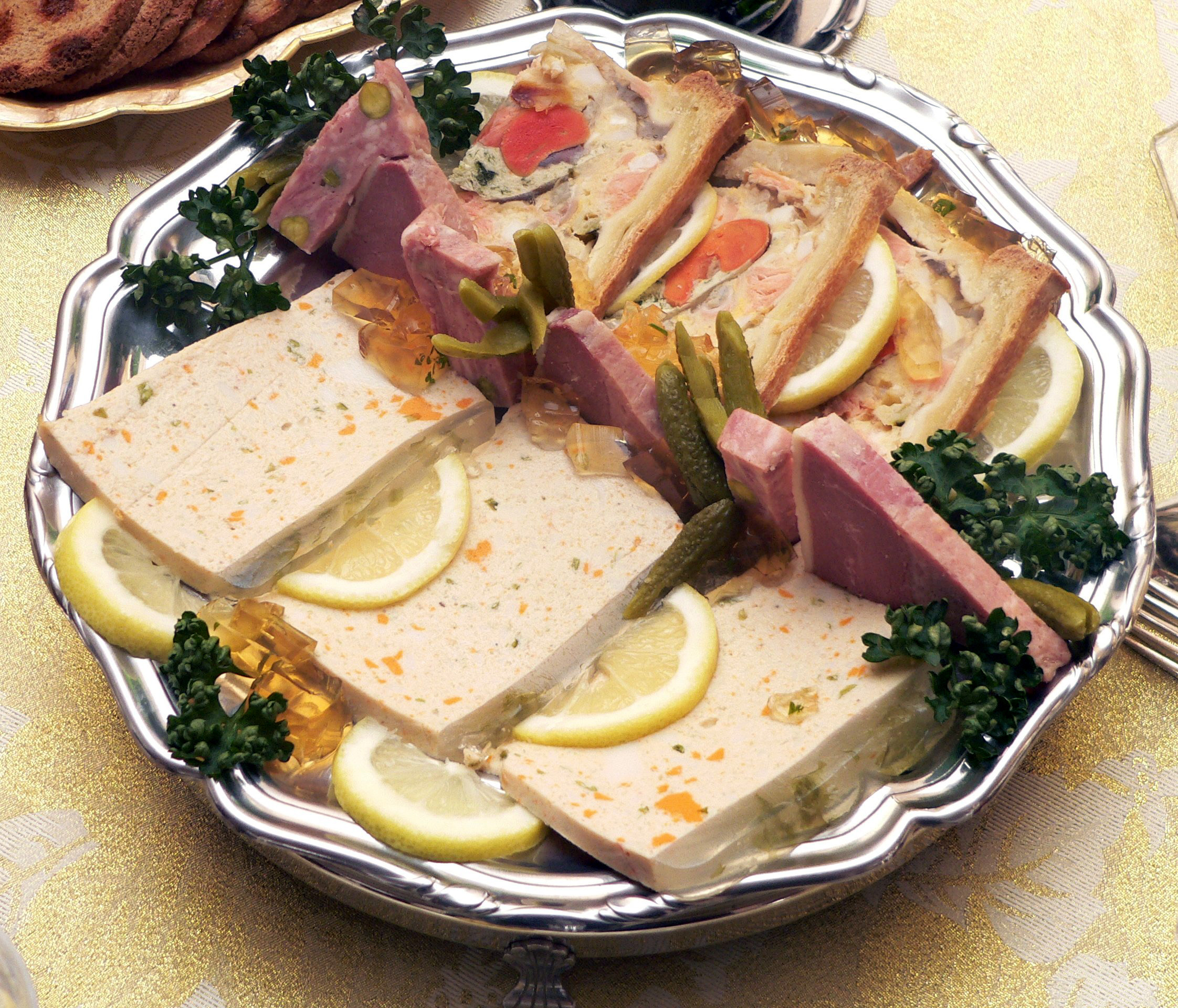
Różne pasztety

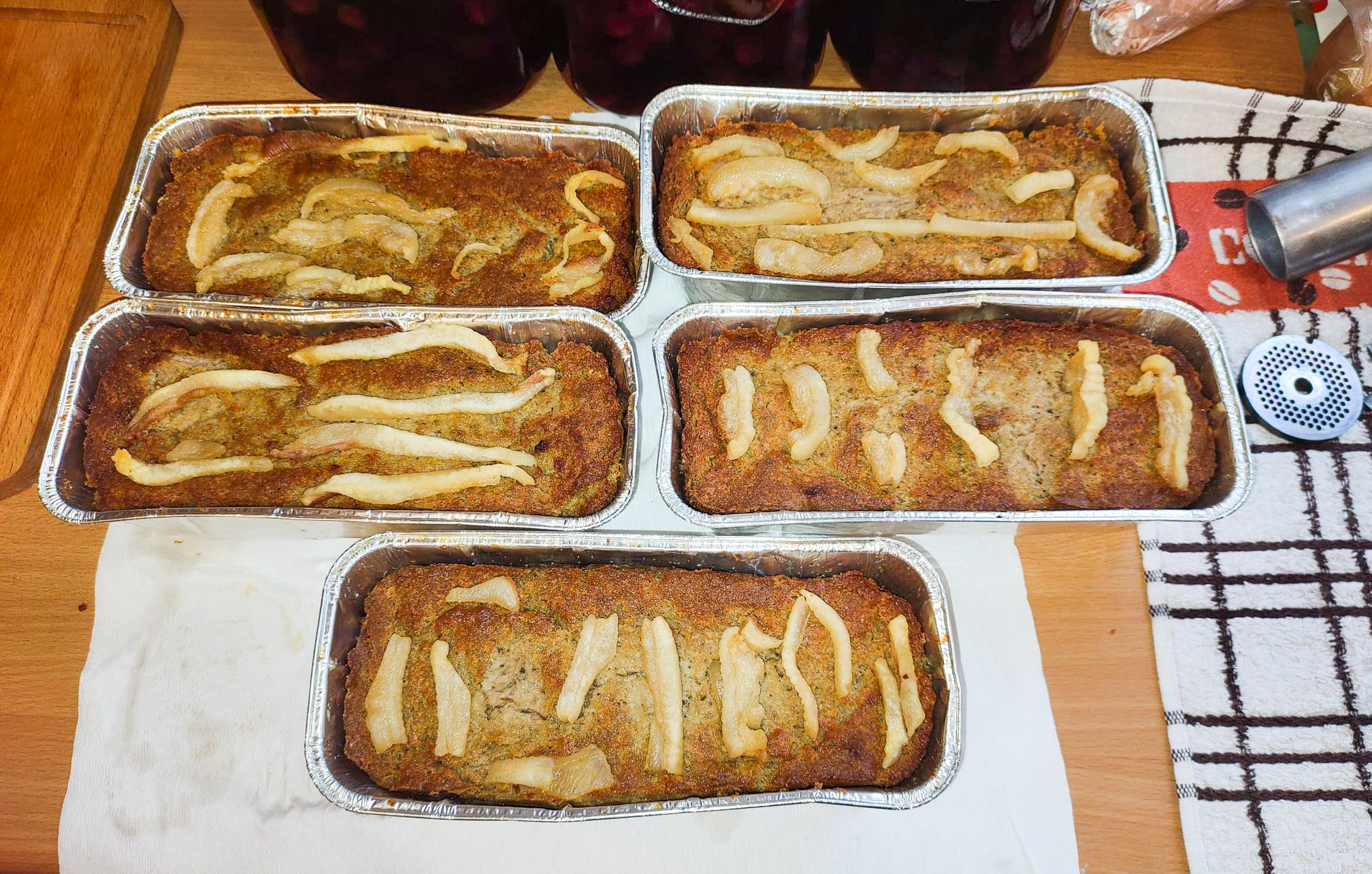
Pasztety domowe zaraz po upieczeniu

Pasztet – potrawa przyrządzana z jednolitej masy przygotowanej z surowego, gotowanego lub pieczonego mięsa, podrobów, drobiu, dziczyzny z warzywami, grzybami, rybą, soją lub serem. W celu połączenia rozdrobnionych składników dodaje się jajka, bułkę tartą lub mąkę. Pasztet doprawia się pieprzem, imbirem, gałką muszkatołową, solą, cukrem i aromatycznymi alkoholami. Masę piecze się, także w kąpieli wodnej, w cieście lub bez. Pasztet podaje się na ciepło lub zimno jako przystawkę lub danie obiadowe, wraz z sosami i marynatami, występuje też jako konserwa.
Pasztety przyrządzano już w starożytnym Rzymie, ale współcześnie używane przepisy pochodzą z Francji. Francuscy pasztetnicy cieszyli się sławą od XVI wieku i pracowali na dworach królewskich oraz szlacheckich również w Polsce.